# Kosárív

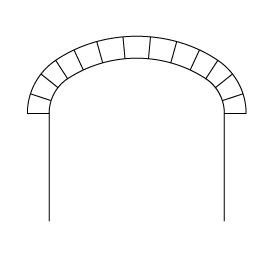
Kosárív

A kosárív három vagy több különböző középpontú és sugarú körívdarabból szerkesztett, lapos ív. Az építészetben boltozati elemként, a közútépítésben lekanyarodó sávok vonalvezetésére alkalmazzák. Különösen a barokk építészet használta.